# Port (Ain)
Port ist eine französische Gemeinde mit 843 Einwohnern (Stand 1. Januar 2022) im Département Ain in der Region Auvergne-Rhône-Alpes. Sie gehört zum Kanton Nantua im Arrondissement Nantua.

## Geographie
Port liegt auf 477 m, etwa 13 Kilometer südsüdwestlich der Stadt Oyonnax und 27 Kilometer östlich der Präfektur Bourg-en-Bresse  (Luftlinie). Das Dorf erstreckt sich im nördlichen Bugey, am Westufer des Lac de Nantua im Jura, am Rand der Ebene von Brion und am Eingang in das Juraquertal der Cluse de Nantua, am Nordfuß der Montagne de Chamoise.
Die Fläche des 4,25 km² großen Gemeindegebiets umfasst einen Abschnitt des südlichen französischen Juras. Der westliche Teil liegt in der Ebene von Brion, die hier eine Breite von fast drei Kilometern aufweist und eine Synklinale im Faltenjura bildet. Früher war die Ebene ein großes Sumpfgebiet, das nach der künstlichen Absenkung des Seespiegels des Lac de Nantua im Jahr 1856 drainiert und in Kulturland umgewandelt wurde. Die nördliche Grenze verläuft entlang dem Abflusskanal Bras du Lac, welcher das Wasser dem Oignin zuführt. Nach Südosten erstreckt sich das Gemeindeareal in einem schmalen Streifen über einen Steilhang auf das Hochplateau der Montagne de Chamoise und bis an die steil gegen Nantua abfallende Felskante von Les Monts d’Ain. Hier wird mit 991 m die höchste Erhebung von Port erreicht.
Nachbargemeinden von Port sind Montréal-la-Cluse im Norden, Nantua im Osten, Saint-Martin-du-Frêne im Süden sowie Brion im Westen.

## Geschichte
Das im 11. Jahrhundert erstmals erwähnte Port gehörte zum Besitz des Klosters Nantua. Im Mittelalter unterstand das Dorf der Oberhoheit der Grafen von Savoyen. Mit dem Vertrag von Lyon gelangte Port im Jahre 1601 an Frankreich.

## Bevölkerungsentwicklung
| Jahr                       | 1962 | 1968 | 1975 | 1982 | 1990 | 1999 | 2009 | 2021 |
| -------------------------- | ---- | ---- | ---- | ---- | ---- | ---- | ---- | ---- |
| Einwohner                  | 265  | 240  | 355  | 509  | 773  | 913  | 854  | 843  |
| Quellen: Cassini und INSEE |      |      |      |      |      |      |      |      |

Mit 843 Einwohnern (Stand 1. Januar 2022) gehört Port zu den kleinen Gemeinden des Départements Ain. Seit Beginn der 1970er Jahre verdreifachte sich dank der attraktiven Wohnlage die Einwohnerzahl. Die Ortsbewohner von Port heißen auf Französisch Bédouin(e)s.

## Sehenswürdigkeiten
Die ursprünglich gotische Kirche Sainte-Marie-Madeleine wurde im 19. Jahrhundert restauriert und vergrößert. Zu den Natursehenswürdigkeiten zählt der Lac de Nantua, der in einem Becken eingebettet zwischen steilen, von Felsbändern durchzogenen Hängen liegt.

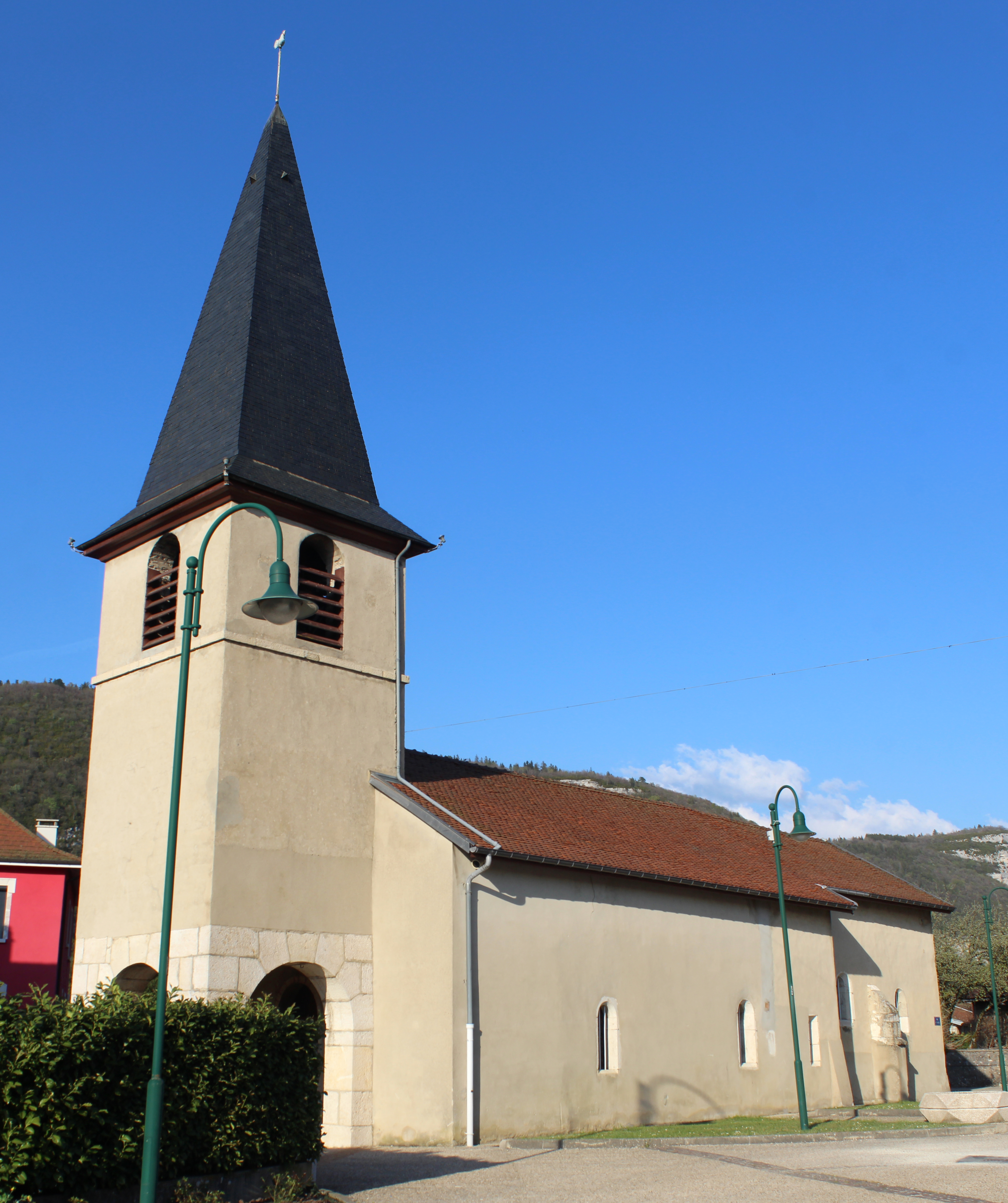
Kirche Sainte-Madeleine
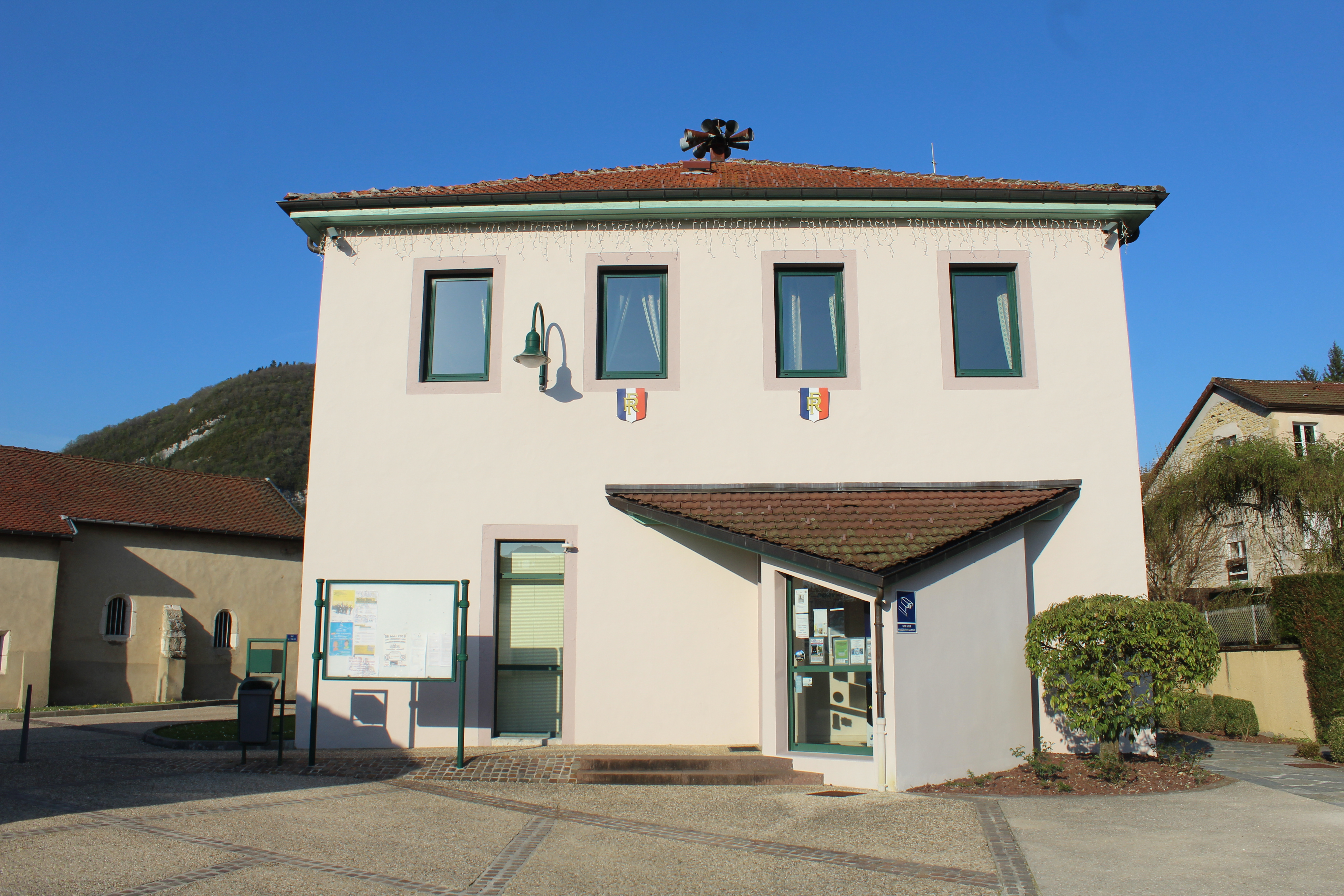
Rathaus (mairie)
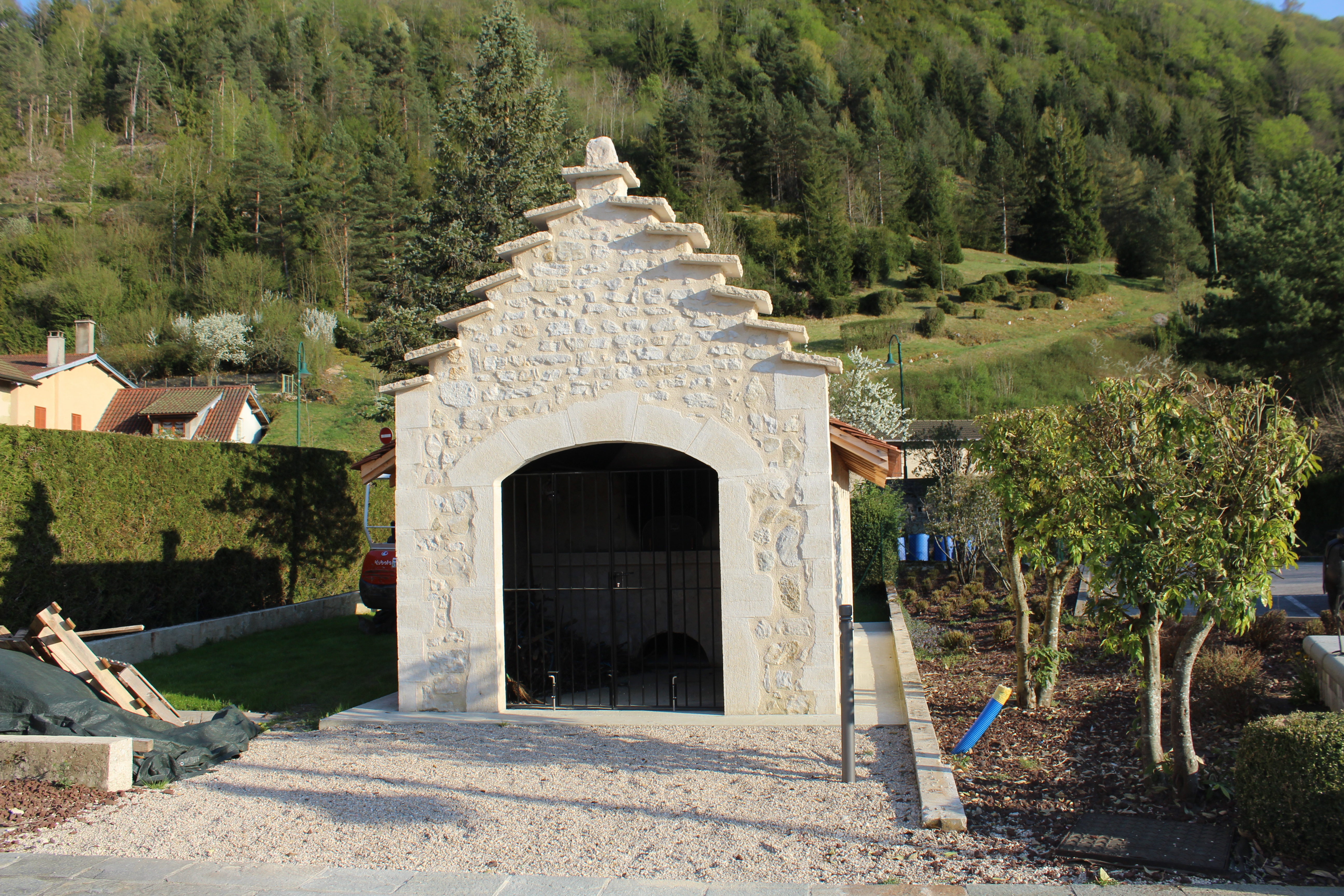
Öffentlicher Brotbackofen
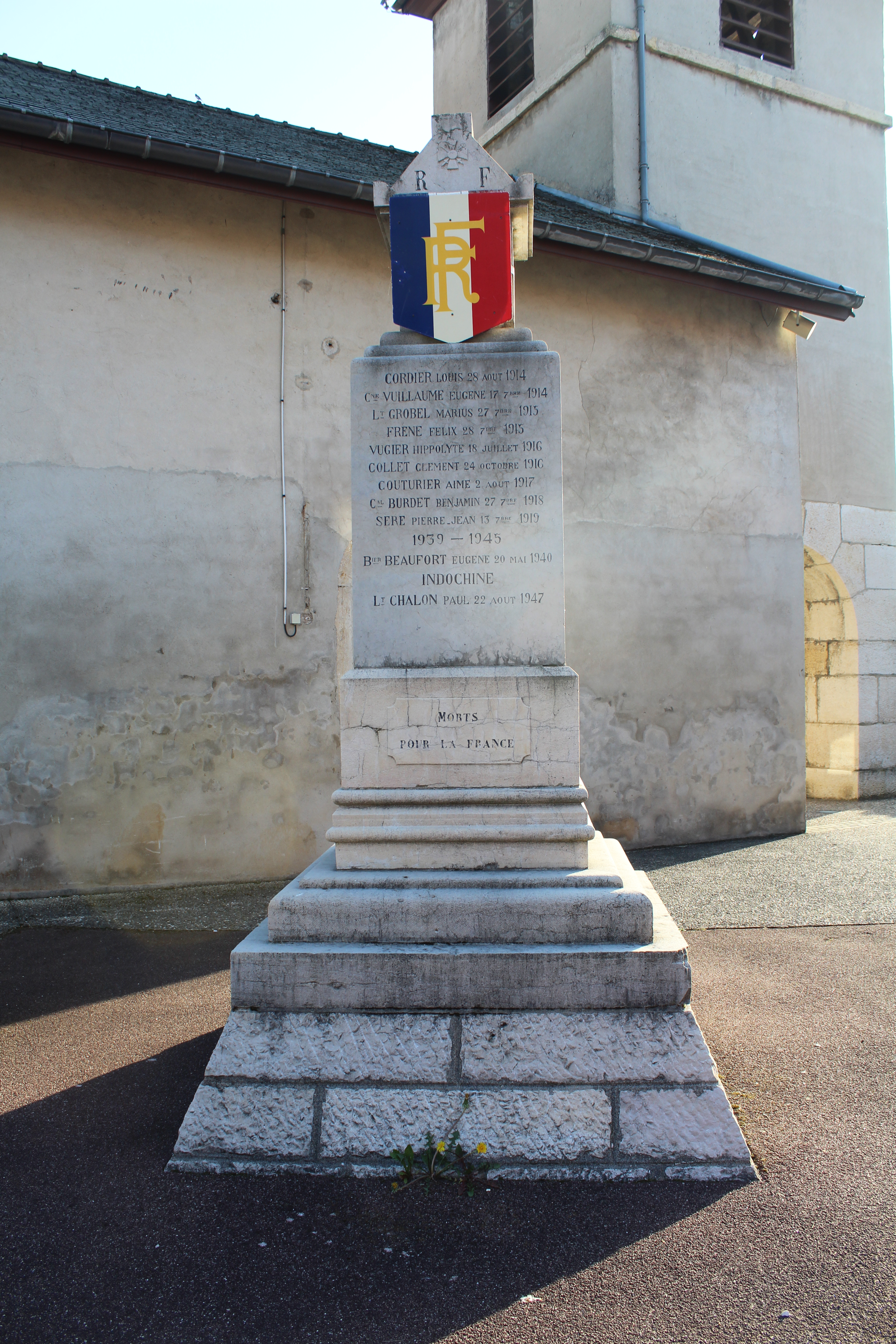
Gefallenendenkmal

## Wirtschaft und Infrastruktur
Port war bis weit ins 20. Jahrhundert hinein ein vorwiegend durch die Landwirtschaft und die Forstwirtschaft geprägtes Dorf. Daneben gibt es heute einige Betriebe des Klein- und Mittelgewerbes, darunter die Poralu. Mittlerweile hat sich das Dorf auch zu einer Wohngemeinde gewandelt. Viele Erwerbstätige sind deshalb Pendler, die in den größeren Ortschaften der Umgebung ihrer Arbeit nachgehen.
Die Ortschaft ist verkehrsmäßig sehr gut erschlossen. Sie liegt an der Departementsstraße D1084, die von Bellegarde-sur-Valserine durch die Cluse de Nantua nach Pont-d’Ain führt. Eine weitere Straßenverbindung besteht mit Brion. Der nächste Anschluss an die Autobahn A40 befindet sich in einer Entfernung von rund fünf Kilometern. Port liegt an der Linie Haut-Bugey, der Eisenbahnlinie von Bellegarde via Nantua nach Bourg-en-Bresse, die im Jahr 2010 wiedereröffnet wurde.
In Port befindet sich eine staatliche école primaire (Grundschule mit eingegliederter Vorschule).